# Savilia Blunk
Pour les articles homonymes, voir Gibson.
Savilia Blunk, née le 30 mai 1999 à Santa Rosa (Californie), est une coureuse cycliste américaine, spécialiste de VTT cross-country.

## Biographie
Savilia Blunk est née à Santa Rosa et a grandi non loin de là, à Inverness. Elle a commencé le VTT à l'âge de 11 ans. En 2017 et 2018, elle devient championne des États-Unis de cross-country respectivement chez les juniors (moins de 19 ans) et les espoirs (moins de 23 ans).
Après une interruption de carrière en 2020 en raison de la pandémie de coronavirus, elle commence à attirer l'attention en 2021. Cette saison là, elle est championne panaméricaine de cross-country espoirs et du relais mixte. Elle est également championne des États-Unis de cross-country short track et du cross-country espoirs. Enfin, elle devient vice-championne du monde du relais mixte et termine troisième de deux manches de la Coupe du monde de VTT espoirs.
À partir de 2022, en raison de son âge, elle concourt avec les élites et devient immédiatement championne des États-Unis de cross-country. Lors de la Coupe du monde de VTT 2022, elle atteint pour la première fois le top 10 avec une sixième place à Snowshoe Mountain. En 2023, elle réalise le doublé cross-country et cross-country short track aux championnats nationaux. Aux Championnats du monde de VTT 2023, elle termine 10e du cross-country et lors de la Coupe du monde 2023, elle figure dans le top dix quatre fois de suite, dont la quatrième place à Snowshoe Mountain.

## Palmarès en VTT

### Championnats du monde
- Val Di Sole 2021
  -  Médaillée d'argent du relais mixte (avec Christopher Blevins, Brayden Johnson, Riley Amos, Ruth Holcomb, Kate Courtney)
- Pal Arinsal 2024
  - 8e du cross-country

### Coupe du monde
- Coupe du monde de cross-country espoirs
  - 2021 : 9e du classement général

- Coupe du monde de cross-country 
  - 2022 : 40e du classement général
  - 2023 : 17e du classement général
  - 2024 : 5e du classement général

- Coupe du monde de cross-country short track
  - 2022 : 42e du classement général
  - 2023 : 23e du classement général
  - 2024 : 5e du classement général

### Championnats panaméricains
- Salinas 2021
  -  Championne panaméricaine de cross-country espoirs
  -  Championne panaméricaine du relais mixte

### Championnats des États-Unis
- 2017
  -  Championne des États-Unis de cross-country juniors
- 2018
  -  Championne des États-Unis de cross-country espoirs
- 2021
  -  Championne des États-Unis de cross-country short track
  -  Championne des États-Unis de cross-country espoirs
- 2022
  -  Championne des États-Unis de cross-country
- 2023
  -  Championne des États-Unis de cross-country
  -  Championne des États-Unis de cross-country short track